# Клефты
Клефты (греч. κλέφτες, букв. «разбойники, воры») — в Греции времён Османской империи участники незаконных вооруженных организаций (отрядов), боровшихся против османского господства.
Аналогичное явление в других государствах представляли собой такие социальные группы, как казаки, балканские гайдуки. Существовали морские клефты — пираты, нападавшие на турецкие корабли. Во время войны за независимость Греции клефты организовали эскадру вооруженных кораблей, которая могла противостоять морским силам Османской империи.

## История клефтов
Первоначально клефтами (по преимуществу в северной Греции, Македонии, Фракии, Албании) становились люди, желающие сохранить свою идентичность, православную веру и свободу. Ради этого они были готовы вести трудную, но независимую от турок жизнь разбойника в горных районах, неподконтрольных османам. К бандитам стали присоединяться бедные крестьяне, социальные изгои и беглые преступники. Среди клефтов было много людей, бежавших в горы от вендетты, налогов, долгов и преследования со стороны властей Османской империи.
Клефты грабили проезжающих и жителей поселений. Большинство из них принимали участие в борьбе греков против османов. Особенности рельефа севера Балканского полуострова и недостатки феодальной системы административного управления Турции благоприятствовали клефтам; народ воспевал их как героев и борцов за освобождение родины. Бессильные бороться с ними, турки нередко заключали с ними договоры, откупались от них данью и даже поручали им охрану порядка в отдельных округах. Тогда клефты становились арматолами (народной милицией), хотя в действительности арматолы нередко вместе с клефтами грабили турок.
Обычно клефты ходили в албанской одежде, вооружённые, как правило, винтовкой, парой пистолетов и длинным кинжалом.
Во время греческой войны за независимость клефты наряду с арматолами сформировали ядро греческих боевых сил, сыграв важную роль в освобождении Греции. Один из героев Греческой революции Иоаннис Макрияннис называл клефтов и арматолов «дрожжами свободы».
Своим нежеланием подчиняться какой бы то ни было дисциплине, наклонностью к грабежам и зверствам клефты наделали немало хлопот всем временным правительствам Греции 1820—1830-х годов. Неудивительно, что уже во время самой войны слово «клефт (равно как и в Болгарии слово «гайдук») начало приобретать оскорбительный смысл.

## Песни
В конце XVII — начале XIX века в Греции сложились так называемые клефтские песни (греч. κλέφτικο τραγούδι, клефтико), которые относят к новогреческой народной поэзии. Клефтские баллады являются частью греческой народной музыки и воспевают подвиги клефтов и их жизнь, полную приключений и преследований со стороны турецких властей. Особенно они популярны в Эпире и Пелопоннесе. Клефтская поэзия оказала влияние на целое поколение новогреческих поэтов, в частности, на ионическую литературную школу. Чешский композитор Антонин Дворжак написал вокальный цикл, основанный на трёх новогреческих стихотворениях, первое из них называется «Koljas — Klepht Song» и рассказывает о клефте, который убил знаменитого Али Пашу.

## Кухня
Знаменитое греческое блюдо клефтико («ворованное мясо»), согласно греческой легенде, было придумано клефтами, которые воровали скот у турок, а потом запекали его в яме с горячими углями подальше от дома. Мясо готовилось долго, зато не нуждалось в присмотре.

## Знаменитые клефты
- Теодорос Колокотронис — клефт и сын клефта, главнокомандующий греческими войсками Мореи, впоследствии один из членов правительства независимой Греции;
- Ласкарина Бубулина — дочь арматола, судовладелица, героиня греческого восстания;
- Атанасиос Дьякос;
- Георгиос Караискакис;
- Маркос Боцарис;
- Никитас Стамателопулос;
- Димитриос Макрис;
- Одиссей Андруцос;
- Антонис Кацантонис.